# Понсе, Шарль-Жак
Шарль Жак Понсе (1655, Сен-Клод — 1706, Исфахан) — французский врач и путешественник.

## Биография
К 1691 году уже некоторое время работал аптекарем и врачом в Каире, куда приехал из родной Франции.
В июне 1698 года по приказу французского консула Майлье был отправлен к императору Абиссинии Иясу I, страдавшему от проказы и нуждавшемуся во враче для себя и семьи. Понсе, отправившись с торговым караваном, спустившись по Нилу и побывав в Сеннаре, 21 июля 1699 года прибыл в Гондэр, бывший тогда резиденцией монарха. Улучшив своим лечением здоровье императора, он убедил его отправить посольство к французскому королю Людовику XIV.
В начале 1700 года он покинул Гондэр и отправился в Сирию, где к нему присоединился Армен Мюрат, который должен был доставить королю Франции письма и подарки. Посол присоединился к ним в Синае, однако предприятие имело печальный исход: часть подарков пришлось отдать шерифу Мекки, а оставшиеся были потеряны во время кораблекрушения, в том числе предназначавшийся Людовику XIV слон. Понсе доставил Мюрата в Каир к Майлье, но Лаказ из Селусси выкрал письма Иясу, отправив их к Людовику, как будто он добыл их, выставив при этом Понсе и Мюрата авантюристами. Понсе тогда обратился в Пере Версо, главе французской миссии в Сирии, и с его помощью обеспечил себе и Мюрату путешествие во Францию. Они получили аудиенцию у короля, будучи оба в абиссинской одежде, но вскоре ко двору пришло письмо от Майлье, где высказывались сомнения, что Мюрат действительно является послом, поэтому в итоге путешественники были вынуждены в 1702 году вернуться в Каир без какого-либо вознаграждения.
В 1703 году Понсе отправился путешествовать по Азии, побывал в Аравии и умер в Персии.
Написал воспоминания о своём путешествии в Абиссинию «Relation abrégée du voyage que M. C.-J. Poncet fit en Ethiopie en 1698, 1699 et 1700». Эта работа затем была включена в «Recueil des lettres édiafantes».